# 下里・青山板碑製作遺跡
座標: 北緯36度03分24秒 東経139度15分42秒 / 北緯36.05667度 東経139.26167度
下里・青山板碑製作遺跡（しもざと・あおやまいたびせいさくいせき）は、埼玉県比企郡小川町にある、鎌倉時代から室町時代にかけての板碑製作遺跡。2014年（平成26年）10月6日、国の史跡に指定された。

## 板碑とは
板碑（いたび）は、日本の中世に多数造立された、板石製の塔婆（卒塔婆）である。一般的な形態は、頂部を山形（三角形）に形作り、その下を2条の水平線で画し、その下には仏・菩薩を象徴する種子（梵字）、真言、偈（げ）、年記などを刻む。種子とは梵字（サンスクリット文字）1字で仏・菩薩を象徴的に表したもの。真言とはサンスクリットの「マントラ」の訳語で、仏の真実の言葉を表す呪文。偈とは仏・菩薩の徳を讃える韻文である。板碑は、主として武士層が追善供養や逆修供養（生前に死後の安楽を祈って建立する）を目的に造立したもので、13世紀から16世紀末までの間に作られ、南北朝・室町時代にもっとも多く作られるが、17世紀には消滅する。唐突に消滅した理由は明らかではない。
年記のある日本最古の板碑は、埼玉県熊谷市須賀広にあった嘉禄3年（1227年）銘の阿弥陀三尊板碑である（熊谷市立江南文化財センター保管）。板碑は日本各地に造立されたが、関東地方では緑泥石片岩製（青石）の武蔵型板碑と、筑波地方に産する黒雲母片岩を素材にした下総型板碑が主なものである。青石で作った板碑は関東地方を中心に約5万基が確認されている（発掘調査の進展により、6万基に達するとの説もある）。うち27,000基が埼玉県内に所在する。
本遺跡の所在地である埼玉県小川町には1,000基を超える板碑が存在する。このうち最古の年記を有するのは木呂子太子堂の阿弥陀三尊種子板碑で、建長（1249 - 1256年）の銘がある。町内に現存する板碑でもっとも時代が下るのは、天正8年（1580年）銘のものである。

## 緑泥石片岩（青石）とその産地
緑泥石片岩は青石と通称され、その色合いと、加工に適した石質のため、古くから石材として珍重されてきた。縄文時代には石斧などの石器の材料や、柄鏡形敷石建物の敷石として、古墳時代には古墳の石室の材料として用いられた。下里・青山遺跡のある小川町では、青石を墓石、石垣、石段、土留め、水路の護岸、庭石などに用いた事例が多数ある。
緑泥石片岩は、変成岩の一種である結晶片岩に分類される。地下深くにある岩石が広域変成作用を受けて再結晶したものである。小川町地方に産する緑泥石片岩は、三波川変成帯に属する結晶片岩のうち苦鉄質（マグネシウムおよび鉄を含む）の片岩で、緑色を呈し、片理（変成岩の鉱物が一定方向に配列する構造）が発達して、剥離性が強い（薄い板状に剥がれやすい）という特色がある。小川町では、小川盆地の南にある仙元山の北東麓および南麓に、緑泥石片岩の分布域が帯状に広がっている。国の史跡に指定された下里・青山地区の板碑製作遺跡はこれらの分布域内に位置している。

## 小川町における板碑関連遺跡の確認
板碑の素材となる緑泥石片岩（以下、「青石」と表記）の産地としては、荒川上流の埼玉県長瀞町のほかに、小川町も有力な候補地であった。小川町内には、青石の採掘地と伝承される場所はあったが、学術調査が実施されていなかったため、遺跡とはみなされていなかった。2001年、三宅宗議が小川町大字下里の割谷（わりや）地区にて、同年、池上悟が割谷地区と西坂下前（にしさかしたまえ）地区にて、加工痕のある石材を見出し、学術誌に報告した。これ以後、当該地区の遺跡としての認知が進む。2007年には磯野浩司、伊藤宏之が割谷地区で出土した板碑の未成品（作りかけの製品）について報告した。これにより、当該地区が中世にさかのぼる遺跡であることがわかり、青石の採掘のみならず加工も行われていたことが明らかとなった。小川町教育委員会では、2012年から試掘と遺跡分布調査を実施。その結果、大字下里と大字青山に計19か所の採掘遺跡が存在することがわかった。これら19か所の遺跡名称は以下のとおりである。
- 大字下里 - 割谷、割谷前、西坂下前A、西坂下前B、東坂下前、横吹、内寒沢、愛宕山A、愛宕山B、徳寿山、栗木谷、堀切、甲西山
- 大字青山 - 大沢入、大沢谷、浅間山、立巌A、立巌B、立巌C

以上19か所のうち、割谷、西坂下前A、内寒沢（うちかんざわ）の3地区が「下里・青山板碑製作遺跡」として、2014年、国の史跡に指定された。
割谷地区は仙元山の南麓、西坂下前A地区は割谷の東方、内寒沢地区は西坂下前の北方、槻川の対岸（左岸）に、それぞれ位置する。3地区のいずれにも青石の露頭があり、その付近の斜面や平場には多量のズリ（不用石材の破片）がみられ、「ズリ斜面」「ズリ平場」と呼ばれている。また、青石の採掘跡に由来する微地形（谷や窪地）があり、平場にはズリが堆積した「ズリ山」が形成されている。割谷地区の露頭には「ヤ穴」がみられる。ヤ穴とは、「ヤ」というクサビ状の道具を用いて石を割り取った跡のことである。また、各地区からは板碑の未成品が検出され、これらの地区では原料の石材の採掘のみならず、加工も行われていたことがわかる。

## 下里・青山における板碑製作
板碑の製作過程は、「採石」「分割」「成形」「調整」「彫刻」「装飾」という段階を踏む。「採石」（採掘）は、山から材料の青石を切り出す作業。「分割」は、切り出した石材を適当な大きさと厚みに割り取る作業。「成形」は、割り取った石材を板碑の形に整える作業。「調整」は、板碑形に成形した石材の表面をノミなどで整えること。「彫刻」は、ノミで整えた石材表面に梵字などを彫りこむこと。「装飾」は、最終仕上げの研磨を行ったり、掘り込んだ文字に金箔をほどこす等の作業である。
下里・青山地区の遺跡で検出された板碑未成品には、「ケガキ線」「形彫溝」「押し削り痕」などと呼ばれる、完成品の板碑にはみられない、作業途中の様相がみられる。「ケガキ線」とは、石材表面に錐状の工具で引いた細い線で、板碑成形のためのあたり線である。「形彫溝」とは、石材表面に平ノミを斜めにあて、セットウ（金槌）で叩いて溝を掘り込んだもので、石材を意図した形になるように割り、成形するためのものである。「押し削り痕」とは、石材表面をラフに整えるために、平ノミをまっすぐにあて、セットウで叩いた状態を指す。調査の結果、近世以降の青石を用いた墓石等にはこの「押し削り」の技法はみられず、この技法は中世特有のものであることがわかった。
下里・青山地区の板碑未成品には、上記のように表面をノミで整えたものはみられるが、梵字などを彫刻したものはない。したがって、下里・青山では「調整」までの工程が行われ、「彫刻」「装飾」は別の場所で行われたことがわかる。
下里・青山地区で検出された板碑未成品のうち、横幅の全長がわかるものは42点あった。これらはいずれも小型で、横幅は15センチ前後のものが多く、最小は12センチ、最大は22.5センチである。当地区では、遺跡の年代推定の指標となる土器・陶器は出土していない。しかし、当地区の板碑の供給先である都幾川や入間川流域の板碑と比較すると、当地区で板碑が製作されたのは、14世紀半ばから15世紀後半で、これは関東地方における板碑の最盛期と一致する。
下里・青山板碑製作遺跡は、中世の関東地方において、板碑製作の中心的役割を果たした遺跡である。原料となった青石の採掘場所や板碑の製作過程がわかる点で貴重であり、中世の人々の信仰実態や精神文化を知るうえでも重要な遺跡である。